# Gullinbursti
Dans la mythologie nordique, Gullinbursti est le sanglier du dieu Freyr, créé par les nains forgerons Eitri et Brokk. Son nom signifie « celui qui a des soies d’or ».

## Présentation
L’histoire de la création de Gullinbursti est racontée dans le Skáldskaparmál. Eitri, le nain forgeron, jeta dans le foyer une peau de porc tandis que son frère Brokk actionnait les soufflets. Quand il la retira, il sortit un sanglier avec les soies et la crinière en or. Brokk l’offrit au dieu Freyr, lui expliquant que ce sanglier courait sur terre comme sur mer plus vite qu’un cheval, de jour comme de nuit grâce à la lumière prodiguée par l'or de sa crinière.
Selon la Húsdrápa, le char de Freyr était tiré par Gullinbursti lors des funérailles de Baldr.

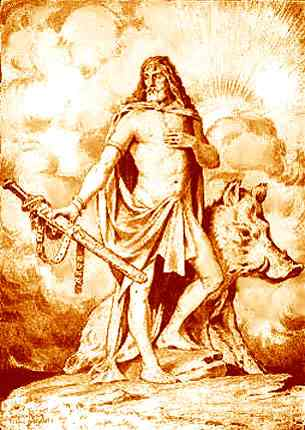
Le dieu Freyr et son sanglier Gullinbursti.

Ce sanglier est aussi connu sous le nom de Slíðrugtanni, ou Slidrugtanni, signifiant « celui est muni de défenses redoutables ».
Le mythologue Paul Herrmann écrit: « Cette œuvre de ferronnerie vivante, sortit de la forge de nains habiles ; ceux-ci jetèrent au feu une peau de porc et en retirèrent un sanglier d'or, capable de parcourir la terre, l'eau et l'air. Si obscure que soit la nuit, il y a toujours assez de clarté à l'endroit où est le sanglier ».